# Partido da Democracia Cristã do Brasil
O Partido da Democracia Cristã do Brasil (PDCdoB) foi um partido político brasileiro que disputou, sob registro provisório, a eleição presidencial de 1989. Lançou como candidato a Presidente da República Manoel Antonio de Oliveira Horta, secretário-geral do partido, que recebeu apenas 0,1% dos votos no primeiro turno.
Em novembro de 1989, um grupo oriundo da agremiação participou da fundação do Partido Trabalhista do Brasil (PTdoB), hoje chamado Avante. Em abril de 1990, o PDCdoB, o PTdoB e o Partido do Povo Brasileiro (PPB) tiveram seu pedido de fusão indeferido pelo Tribunal Superior Eleitoral, sob a justificativa de que partidos sem registro definitivo não poderiam fundir-se ou incorporar-se.
Terminado o período de concessão do registro provisório, cuja duração era de doze meses, o partido foi dissolvido em 1º de junho de 1990.